# Senomaty
Senomaty este un oraș târg și o comună din districtul Rakovník din regiunea Boemia Centrală a Cehiei. Are o populație de aproximativ 1.300 de locuitori.

## Diviziuni administrative
Senomaty este alcătuit din trei diviziuni administrative (populația este între paranteze conform recensământului din anul 2021):
- Senomaty (957)
- Hostokryje (123)
- Nouzov (142)

## Geografie
Senomaty se află la aproximativ 5 kilometri (3 mi) vest de Rakovník și la 47 kilometri (29 mi) vest de capitala Praga. 
Se află în Munții Rakovník. Cel mai înalt punct al comunei se află la 419 metri (1.375 ft) deasupra nivelului mării. 
Pârâul Rakovnický potok (care are o lungime totală de 48,5 km) curge prin orașul târg.

## Istorie
Prima mențiune scrisă a orașului Senomaty apare într-un act de donație al regelui Venceslau I al Boemiei din anul 1233.
În timpul domniei regelui Ioan al Boemiei, în 1315, Senomaty a fost promovat la rangul de oraș târg.
În 1589, împăratul Rudolf al II-lea a vândut Senomaty lui Václav Hochhauzer din Pšovce. În timpul domniei acestuia, locuitorii au fost asupriți. În 1592, orașul târg a fost distrus într-un incendiu, iar mulți locuitori au preferat să se mute.
Casa de Hochhauzer a deținut Senomaty până în 1613, când l-a vândut orașului Rakovník. Cu o scurtă pauză în 1624, Senomaty a fost o proprietate a orașului Rakovník până la crearea unei comune independente în 1850 și a împărțit proprietarii și istoria Rakovníkului.

## Transporturi
Senomaty se găsește pe linia de cale ferată Rakovník– Bečov nad Teplou⁠(d).

## Obiective turistice

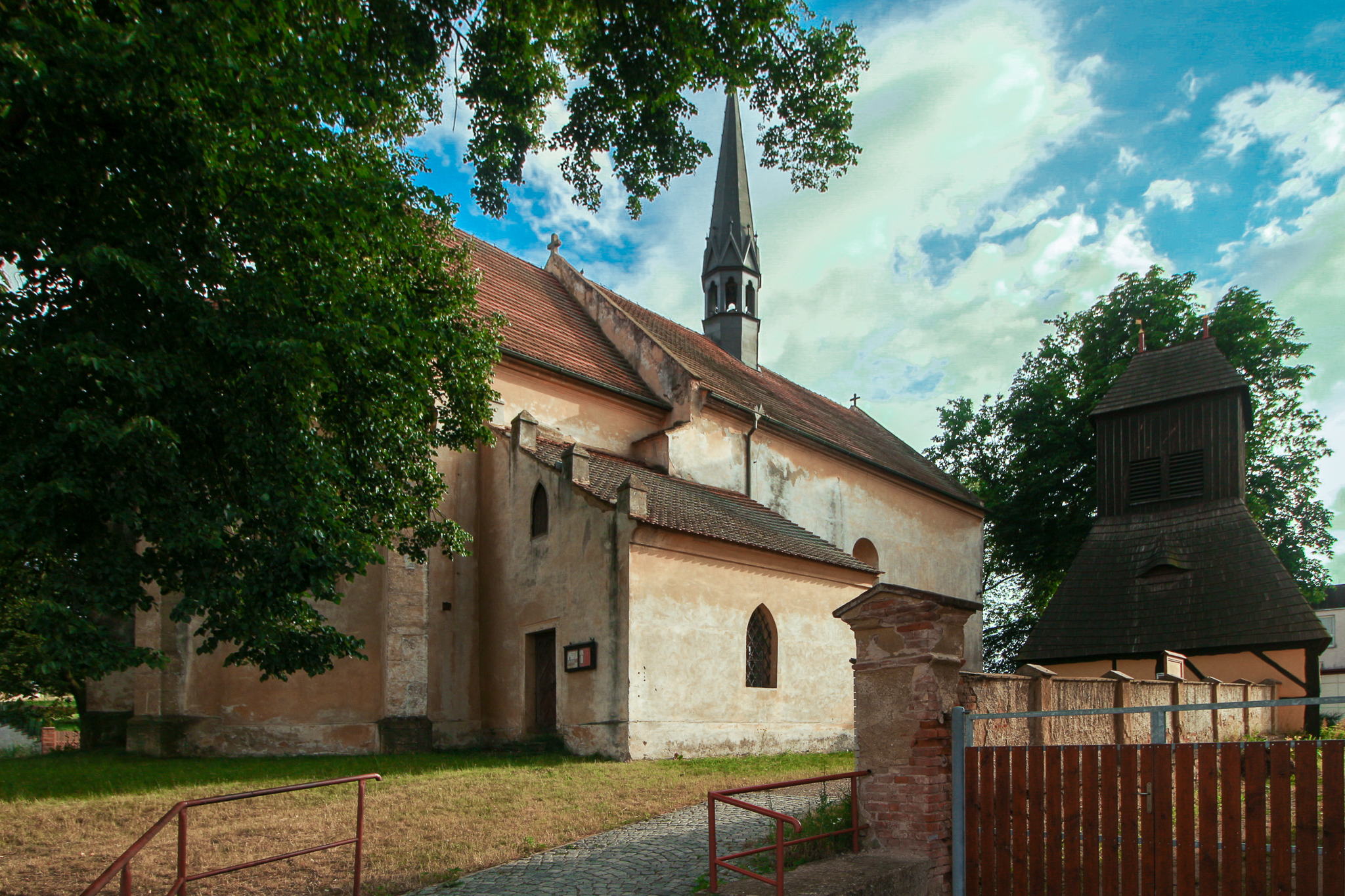
Biserica Sfântul Laurențiu

Principalul obiectiv turistic al orașului Senomaty este Biserica Sfântul Laurențiu. Biserica are o navă romanică târzie, care a fost extinsă în stil gotic în secolul al XIV-lea. Ulterior a fost modificată în stil baroc. Lângă biserică se află o clopotniță renascentistă separată.
Biserica Sfântul Ștefan este o mică biserică cu cimitir aflată la marginea orașului comercial. A fost construită în stil baroc în secolul al XVIII-lea.

## Persoane notabile
- Celda Klouček⁠(d) (1855–1935), sculptor și designer[12]
- Karel Burian⁠(d) (1870–1924), tenor de operă; a trăit și a decedat aici[13]